# Popco Everardi d'Embda
Popco Everardi d'Embda (voornaam ook geschreven als 'Popko'; overleden circa 1626) was een bestuurder van de Heerlijkheid Groningen. Dit gewest, dat tegenwoordig overeenkomt met de Nederlandse provincie Groningen, maakte destijds deel uit van de Zeventien Provinciën. Binnen de Heerlijkheid was Everardi secretaris van de Hoofdmannenkamer en rentmeester van de Ommelanden.

## Biografie
De vader van Popco Everardi was Everardus d'Embda, ook Everardus van Embden genoemd. Deze was secretaris van de Hoofdmannenkamer, en droeg deze functie bij zijn overlijden op 22 april 1570 aan zijn nog jonge zoon Popco over.
In die tijd was de Tachtigjarige Oorlog aan de gang, en Popco Everardi stond hierin aan de Spaansgezinde kant. Hij steunde de Graaf van Rennenberg, toenmalig stadhouder van Groningen, toen deze in 1580 de kant koning Filips II koos (het Verraad van Rennenberg). Everardi reisde in die tijd regelmatig naar de Hertog van Alva om berichten over te brengen. In 1594 ging de  Stad Groningen  in handen van de Staatsgezinden over (de Reductie van Groningen). Als woordvoerder van deze Stad bood Everardi op 15 juli van dat jaar zijn verontschuldigingen aan Prins Maurits voor de eerdere Spaansgezinde positie van de Stad aan. Hierna legde hij zijn ambten neer.
Enkele jaren later werd Everardi beschuldigd van het vervalsen van rentebrieven. Op 20 december 1597 werd hij hierop veroordeeld tot het betalen van een boete van 15.000 daalders. In 1626 probeerde hij nog tegen dit proces in beroep te gaan, maar tijdens deze procedure is hij overleden.

## Persoonlijk leven
Popco Everardi huwde op 11 juli 1596 met Ave van Metelen. Het paar had een buitenhuis in Haren. In de volksmond werd dit huis de 'Popkenhof' genoemd, naar de voornaam van Everardi. Later werd op dezelfde plaats het huis de Emdaborg gebouwd, waarin zijn achternaam terugkomt.